# Варлаам (Бузеу)
Варлаам (рум. Varlaam) — село у повіті Бузеу в Румунії. Входить до складу комуни Гура-Тегій.
Село розташоване на відстані 122 км на північ від Бухареста, 49 км на північний захід від Бузеу, 124 км на захід від Галаца, 66 км на схід від Брашова.

## Населення
За даними перепису населення 2002 року у селі проживали 599 осіб, з них 598 осіб (99,8%) румунів. Рідною мовою 598 осіб (99,8%) назвали румунську.